# 曙光足球隊

曙光足球隊隊徽

曙光足球隊（英文：Dawn Homeless Football Team）是由香港社區組織協會（簡稱社協；英文：Society for Community Organization，縮寫：Soco）召募香港的街頭露宿者組成的足球隊，透過足球提升自我價值及融入香港社會，球隊主要參加由國際街頭報紙網絡（International Network of Street Papers）主辦每年一度舉行的無家者世界盃四人足球賽。曙光足球隊的口號是「踢走貧窮」（Kick off Poverty）。

## 背景
1999年經歷金融風暴以後，香港年輕及失業的露宿者數目大為增加，社協開展「露宿者計劃」，組織露宿者在一起爭取基本的生活權利。2004年8月社協透過香港報章得知有關「無家者世界盃」的消息，遂到街頭召募露宿者成為球員，於2005年1月組成曙光足球隊，是繼日本之後亞洲第二隊露宿者的足球隊，獲得深水埗區議會7,800港元贊助，於同年7月啟程前往蘇格蘭愛丁堡參加第三屆無家者世界盃。

## 籌備委員會
籌委會聯席主席
- 陳永柏
- 李宗德，和富社會企業主席

委員
- 陳念慈，香港賽馬會見習騎師學校校長
- 伍健，傑志足球隊領隊
- 何渭枝，曙光足球隊教練
- 勞國雄，五人足球裁判會會長
- 吳衛東，香港社區組織協會社區組織幹事
- 譚國雄，和富社會企業活動發展及支援服務經理

## 參賽成績
第三屆無家者世界盃（蘇格蘭、愛丁堡）
於2005年7月在蘇格蘭愛丁堡舉行，共32個國家或地區參加。港隊由總教練何渭枝率領，7月19日首場賽事對俄羅斯，於完場前1分鐘連追兩球迫和對手2-2，按賽例以定點罰球即時死亡形式決勝負，經過5輪互射後，俄羅斯以總分6比5勝出。次場對葡萄牙，港隊無論在球技、速度及體能上均不及對手，慘敗0-9。預賽分組賽1和1負排榜末，進入F組別進行分組賽。
7月20日分組賽首場對西班牙，港隊先開紀錄，但先後因「烏龍球」及被判罰定點罰球而被對方後來居上，完場前2分鐘港隊扳平2-2，於互射定點罰球後，港隊再次落敗。
7月21日港隊面對嚴峻考驗，一天內進行四場比賽。首場賽事港隊面對阿根廷，港隊在領先一球後被對手連下三城負1-3；休息過後，港隊應戰法國，最終大勝法國5-0。港隊排F組別第三位，需於同日進行兩場附加賽爭取「愛丁堡盃」之參賽資格。附加賽面對挪威，港隊輕鬆5-1過關；次仗面對平均實力較弱之捷克，再以7-1大勝，晉級「愛丁堡盃」。
7月22日「愛丁堡盃」首場對南非，半場1-1，經過昨日一連4場賽事後港隊體力不繼，更有球員在末段被逐離場，最終負2-3完場。翌日進入次階段重遇早前手下敗將挪威，首輪受制於對方針對性陣形以0-2敗陣；下午與挪威再次對陣，上半場踢成1-1，下半場一口氣轟入三球戲劇性地反超前，可惜門將經驗不足，於完場前失回一球成4-2；兩輪累計4-4需以互射定點罰球決勝，這次港隊終以2-1首次在點球勝出。
7月24日最後一場賽事，決定名次21或22對瑞典，在早段領先後連失三球，最後港隊連追兩球，反超前4-3直至完場。香港隊在整個盃賽以5勝4負2和成績排名21，而衛冕冠軍意大利則擊敗波蘭奪得總冠軍。
第四屆無家者世界盃（南非、開普敦）
於2006年在南非開普敦舉行，共48個國家或地區參加。港隊排名44，俄羅斯贏得冠軍。
第五屆無家者世界盃（丹麥、哥本哈根）
於2007年在丹麥哥本哈根舉行，共48個國家或地區參加。港隊教練是香港女子足球代表隊隊長何詠琴，排名尾二第47，僅壓倒瑞士，而蘇格蘭則獲得冠軍。
第六屆無家者世界盃（澳洲、墨爾本）
於2008年12月1-7日在澳洲墨爾本舉行，共56個國家或地區參加，亞洲區除香港外尚有东帝汶、菲律賓、柬埔寨、印度、阿富汗、吉爾吉斯及哈薩克斯坦參賽。第4次參賽的曙光足球隊，今次7名成員過半數都不是「正牌」露宿者，而是曾經沉迷賭海或毒海的更新人士，12月1日首場比賽以5-3擊敗羅馬尼亞旗開得勝。12月2日以2-8負於愛爾蘭；同日次仗以6-1擊敗法國。12月3日與美國賽和4-4，第一輪定點罰球即取得勝利，總比賽5-4。港隊在A組排第二位，順利晉級下輪第一級比賽。
第二輪第一級被編D組，12月4日首場慘負巴西0-11；次場上半場與肯雅踢成2-2平手，但終場仍以3-9見負；第三場對匈牙利上半場落後2-4，下半場反攻一度追平5-5，但匈牙利末段再下兩城成7-5完場。12月5日首場對同列榜尾的挪威，上半場承挪威對球證一次吹罰誤會而偷襲得手，1-0領先半場，下半場挪威反先2-1，但港隊隨即扳平2-2直到完場，定點罰球決勝，港隊以2-3落敗；小組最後一場比賽亦以2-10不敵葡萄牙。港隊落入爭奪排名17至24的「墨爾本城市盃」（The City Cup, Melbourne），12月6日半準決賽對立陶宛上半場已落後1-6，最後2-11敗走；次場對主辦國澳洲，主隊獲得全場觀眾支持，但戰情緊湊，港隊先入兩球，澳洲反先3-2完半場，下半場澳洲控制比賽，但港隊門將表現出色，更在比賽末段追平4-4，完場前澳洲獲判定點罰球，主隊射入成4-5完場。12月7日最後一場再對匈牙利爭奪23、24排名，港隊先拔頭籌，匈牙利迅即反先成2-5完半場，下半場港隊表現出色，一度扳平5-5再反先6-5，匈牙利扳平6-6，港隊再入一球領前7-6，但匈牙利在完場前20秒將比數扳平7-7，定點罰球決勝不幸落敗，在進入第二輪後五戰不勝，僅獲得第24位的不俗成績，而阿富汗擊敗俄羅斯成為首支奪標的亞洲球隊。

## 搬上銀幕
來自香港的梁思眾（James Leong）與新加坡的李成琳（Lynn Lee）是一對情侶導演，組成一隊只有他們倆的攝製隊。2005年斥資50萬，花上8個月貼身紀錄由露宿者組成的「曙光足球隊」。在12名隊員中選3人作焦點，更隨同球隊出征南非，拍成紀錄片《曙光球隊》，獲提名競選2007年第三十一屆香港國際電影節「人道獎紀錄片」。
2008年曙光足球隊的事跡由影音使團改編拍成電影《流浪漢世界盃》，由孫耀威、張晉、黎姿、文千歲、元華、劉以達、林嘉華、黃德斌、黃又南、許紹雄等主演。

## 外部連結
- 曙光官方網站 （页面存档备份，存于）
- 無家者世界盃 2008 香港區賽事主頁
- 無家者世界盃官方網站 （页面存档备份，存于）
- 影音使團：《流浪漢世界盃》 （页面存档备份，存于）